# Aeroportul Mirny
Aeroportul Mirny (IATA: MJZ, ICAO: UERR) este un aeroport din Rusia ce deservește zona Mirnîi⁠(d). Aeroportul a fost tranzitat în 2021 de 269.391 de pasageri. A fost numit după zona deservită.
Situat la o altitudine de 352 m, aeroportul dispune de 1 pistă. Este operat de Air Company ALROSA⁠(d).

## Infrastructură

### Piste
Aeroportul dispune de o singură pistă. Pista are orientarea 06/24.